# Chizuru Arai
Chizuru Arai (1 november 1993) is een Japans judoka. 
Arai werd in 2017 en 2018 wereldkampioen. Tijdens de Olympische Zomerspelen van Tokio won Arai de gouden medaille in het middelgewicht en de zilveren medaille met het Japanse team.

## Olympische Zomerspelen
| Editie | Plaats | Resultaten                             |
| ------ | ------ | -------------------------------------- |
| 2021   | Tokio  | middelgewicht Gemengde landenwedstrijd |

## Wereldkampioenschappen
| Jaar | Plaats    | Resultaten           |
| ---- | --------- | -------------------- |
| 2017 | Boedapest | middelgewicht · team |
| 2018 | Bakoe     | middelgewicht · team |
| 2019 | Tokio     | team                 |

1992: Odalis Revé ·
1996: Cho Min-sun ·
2000: Sibelis Veranes ·
2004: Masae Ueno ·
2008: Masae Ueno ·
2012: Lucie Décosse ·
2016: Haruka Tachimoto · 
2020: Chizuru Arai · 
2024: Barbara Matić